# Hermúpolis Magna
Hermúpolis Magna o Gran Hermúpolis (grec antic: Ἑρμοῦ πόλις μεγάλη Hermū pólis mĕgălē), de vegades senzillament Hermúpolis, fou una ciutat de l'antic Egipte a l'Alt Egipte, anomenada anteriorment Khmun o Khemenu (en egipcià: ḫmnw), situada a la riba esquerra del Nil. Correspon a la moderna Al-Ushmunayn o Al-Ashmunein al nord-oest de Mallawi, al sud-est de Roda (estació del ferrocarril del Caire a Luxor a 250 km del Caire) i a uns 30 km al nord de Tell al-Amarna, dins la governació d'Al-Minyā. Fou capital del nomos XV de l'Alt Egipte (Wn), un dels que van formar l'Heptanomis. Cal no confondre aquesta ciutat amb la d'Hermúpolis Mikra, que fou capital del nomos XV, però del Baix Egipte (Tehut).
El nom antic egipci vol dir ‘Vuit Pobles’ i derivava dels Ogdoad, un grup de vuit divinitats que representaven el món abans de la creació; el nom va persistir en el copte Shmounein del qual deriva el seu modern nom àrab. Hermúpolis, el nom grec, derivava d’Hermes, identificat amb Thot, del qual la ciutat era un centre principal de culte, que era el déu de la màgia, de les cures i de la saviesa, i el patró dels escrivans, i associat al semític Eixmun (algunes inscripcions al seu temple l'esmenten com el «Senyor d'Eixmun»).

## Història

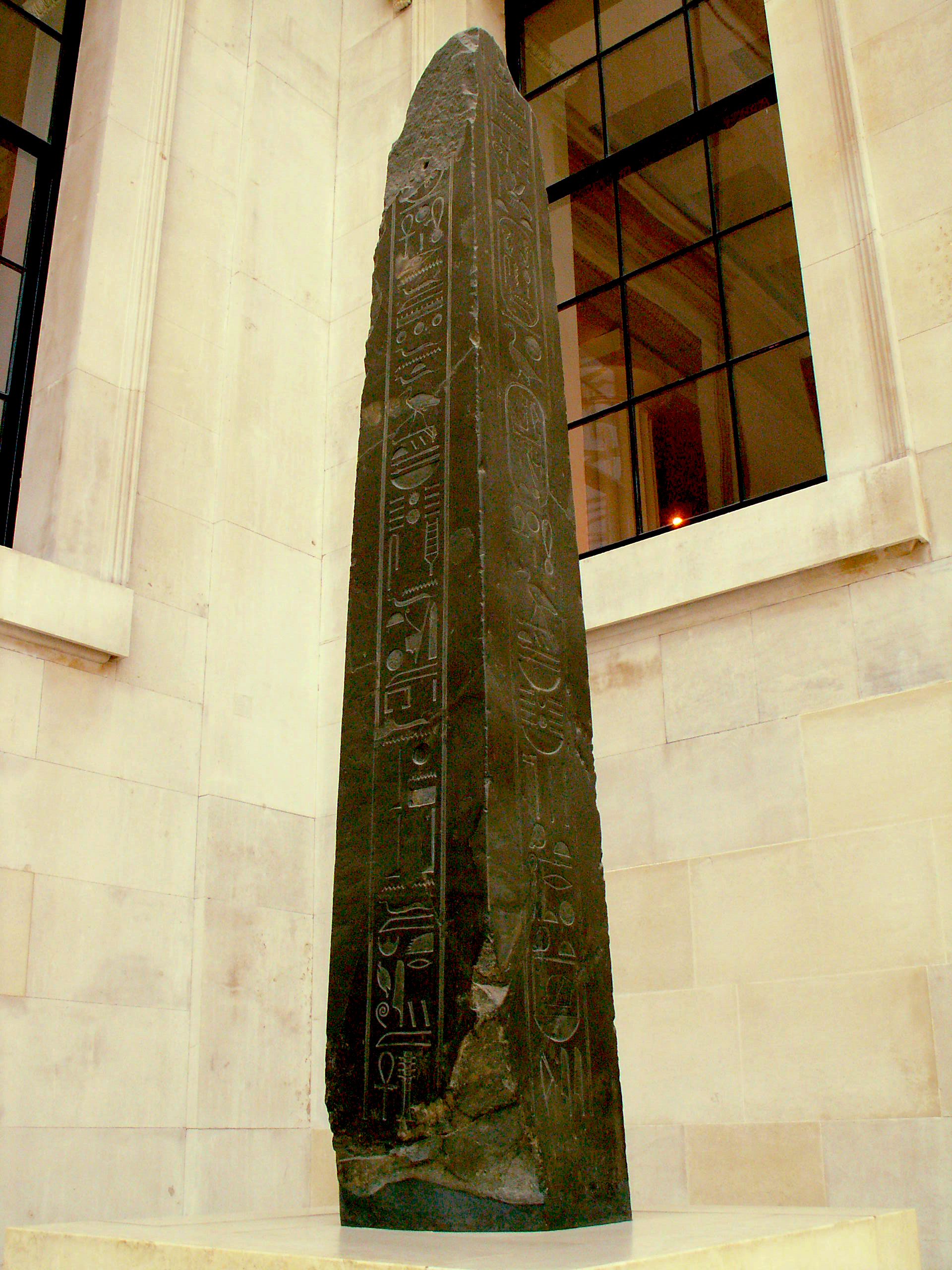
L'obelisc negre del rei Nectabeu II. Segons la inscripció l'obelisc fou erigit a l'entrada del santuari de Thoth («dues vegades gran, senyor d'Hermúpolis») i avui és el Museu Britànic a Londres

Hermúpolis fou la capital del 15è nomos de l'Alt Egipte dins l'Heptanomis. Estava al límit entre l'Alt i el Baix Egipte i com a ciutat fronterera era un centre residencial i de comerç notablement ric, només superat per Tebes. Una mica al sud de la ciutat hi havia el castell d'Hermúpolis, al punt on hi havia l'entrada a l'Alt Egipte (Ἑρμοπολιτάνη φυλακή, Estrabó xvii, pàg. 813; correspon al lloc de Bahr Jusuf en àrab). Les grutes de Beni Hasan, prop d'Antinòopolis, a la riba oposada del Nil, era el cementiri dels habitants que hi eren portats en barques, trasllat més senzill que el que es feia en altres llocs cap als turons. Les deïtats principals eren Typhon i Thoth, el primer representat per un hipopòtam que tenia al damunt un falcó lluitant amb una serp; Thoth, que els grecs identificaven amb Hermes, perquè els dos eren els déus de la màgia i l'escriptura, estava representat per un ibis. Tot i que hi va haver diverses guerres a l'Heptanomis, la ciutat en va sortir generalment indemne. Un papir del segle iii trobat a Oxirrinc indica que hi havia edificis de fins a set plantes. Els àrabs van utilitzar els materials per a construir localment o se'ls van emportar per construir en altres llocs.
Sota els musulmans fou la capital d'una cora. Al-Kindí hi assenyala l'existència d'un wali al-harb. La ciutat fou saquejada el 1024 i des de llavors es va nomenar un prefecte (mutawalli himayat balad al-Ushmunayn) encarregat de la protecció de la població i del seu districte. La reorganització administrativa del visir fatimita Badr al-Djamali la va elevar a capital d'una província entre al-Bahnasa i al-Manfalutiyya. El 1313 els mamelucs van establir el cadastre i llavors la població de Taha s'havia desenvolupat tant que la província fou rebatejada com al-Ushmunayn i al-Tahawiyya. Posteriorment, el territori de la província fou reduït a favor del de la província d'al-Bahnasa incloent la vila de Taha. El 1720 va perdre la capitalitat en favor de la veïna població de Mallawi. El 1826 la província d'al-Ushmunayn fou rebatejada com a Asyut i la ciutat d'Asyut convertida en capital. Llavors al-Ushmunayn era ja només un modest poble de la província dins del districte de Mallawi.
La ciutat, per la seva posició propera al Baix Egipte, fou pròspera i era la segona ciutat de l'Alt Egipte després de Tebes. Una mica al sud el seu castell (Bahr Yusuf en àrab) era el lloc on es pagava el peatge per navegar pel riu. A l'altre costat del riu hi havia les gorges de Beni Hassan, propera a Antinoúpolis, que feien de necròpolis per a la ciutat, ja que era més fàcil travessar el riu amb els morts que portar-los als turons del mateix costat. Els déus principals de la ciutat eren Tifó (representat per un hipopòtam sobre el qual seia un falcó que lluitava contra una serp) i Thot (associat pels grecs amb Hermes, inventor del llapis i les lletres). Va tenir un paper rellevant en les dinasties VI a XI. A l'oest de la ciutat hi havia un cementiri d'animals sagrats oferts al déu, conegut com l'Ibiotapheion o Ibeum; els caps locals eren enterrats al turó de Djebel al-Bersheh.
Hermúpolis va patir poca destrucció al final de l'Imperi romà, però sota els musulmans es va reutilitzar molta pedra dels seus monuments. Al segle IV era seu d'un bisbe de la província de la Tebaida primera (Thebais prima) sufragani del bisbe d'Arsínoe. Sant Colluthus va patir martiri a la ciutat sota Maximià i Dioclecià. Durant un temps sant Atanasi va viure a la ciutat i Michel Le Quien esmenta fins a vuit bisbes (avui dia encara és seu d'un bisbe monofisita copte).
Avui dia la ciutat té només uns pocs milers d'habitants; és seu titular d'un bisbat catòlic i d'un de l'Església copta. Hi ha un petit museu a l'aire lliure amb dues estàtues de Thot en forma de babuí adorant el sol, i alguns treballs en pedra. Entre els edificis de la ciutat antiga cal esmentar el temple de Djehuti, el d'Amon, el d'Amenemhat II, el d'Amenhotep IV i el de Seti II. També s'han trobat catacumbes cristianes, la tomba d'Isadora i la tomba de Petosiris (Tuna al-Djebel).
Les ruïnes de la ciutat estan molt malmeses; una part s'ha perdut per l'extensió dels cultius o sota l'aigua; però, així i tot, encara en queda una part important. El principal temple d'Hermúpolis és esmentat a la inscripció com «El senyor del déu lluna». Les principals construccions són del període ptolemaic.